# Zgrubienie odziomkowe
Zgrubienie odziomkowe – wada drewna z grupy wad kształtu, jest zbliżona do zbieżystości, lecz ograniczona do dolnej części pnia. Można ją określić jako gwałtowny spadek średnicy pnia na odcinku nie przekraczającym 2 metrów.
Występuje najczęściej w starych drzewach porażonych przez grzyby wywołujące zgniliznę. Zgrubienie odziomkowe i napływy (nabiegi, fałdy) korzeniowe często traktowane są jako jedna wada drewna, gdyż trudno jest określić granicę występowania i wpływ jednej wady i drugiej. Napływy korzeniowe biorą swój początek od korzeni, stopniowo przechodzą w pień (często u świerków i grabów). Zgrubienie odziomkowe podobnie lecz nie można zauważyć wpływu korzeni.
W zgniłych pniach świerkowych gdzie często występuje ta wada często gnieżdżą się mrówki gmachówki.

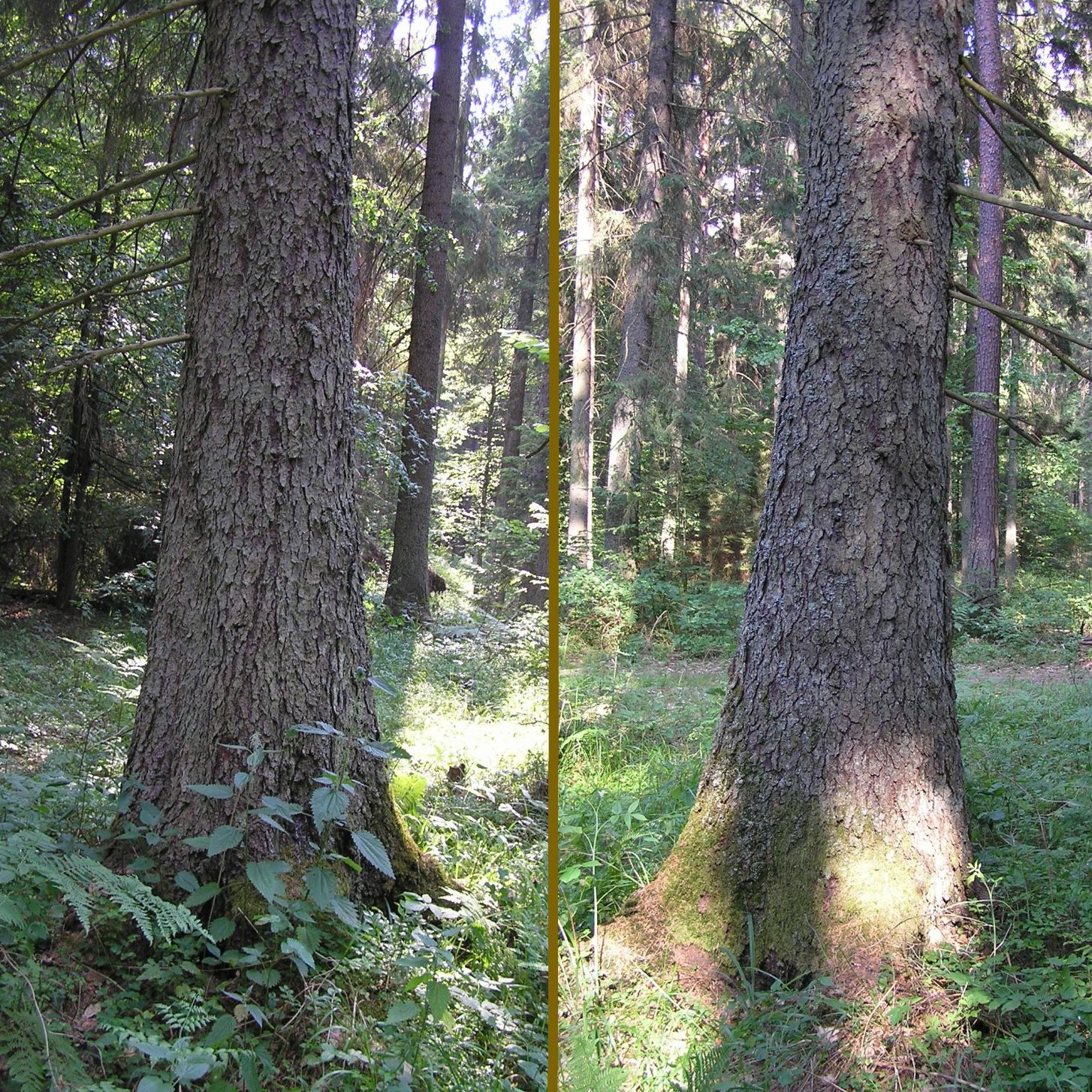
Zgrubienie odziomkowe na pniu świerka pospolitego.
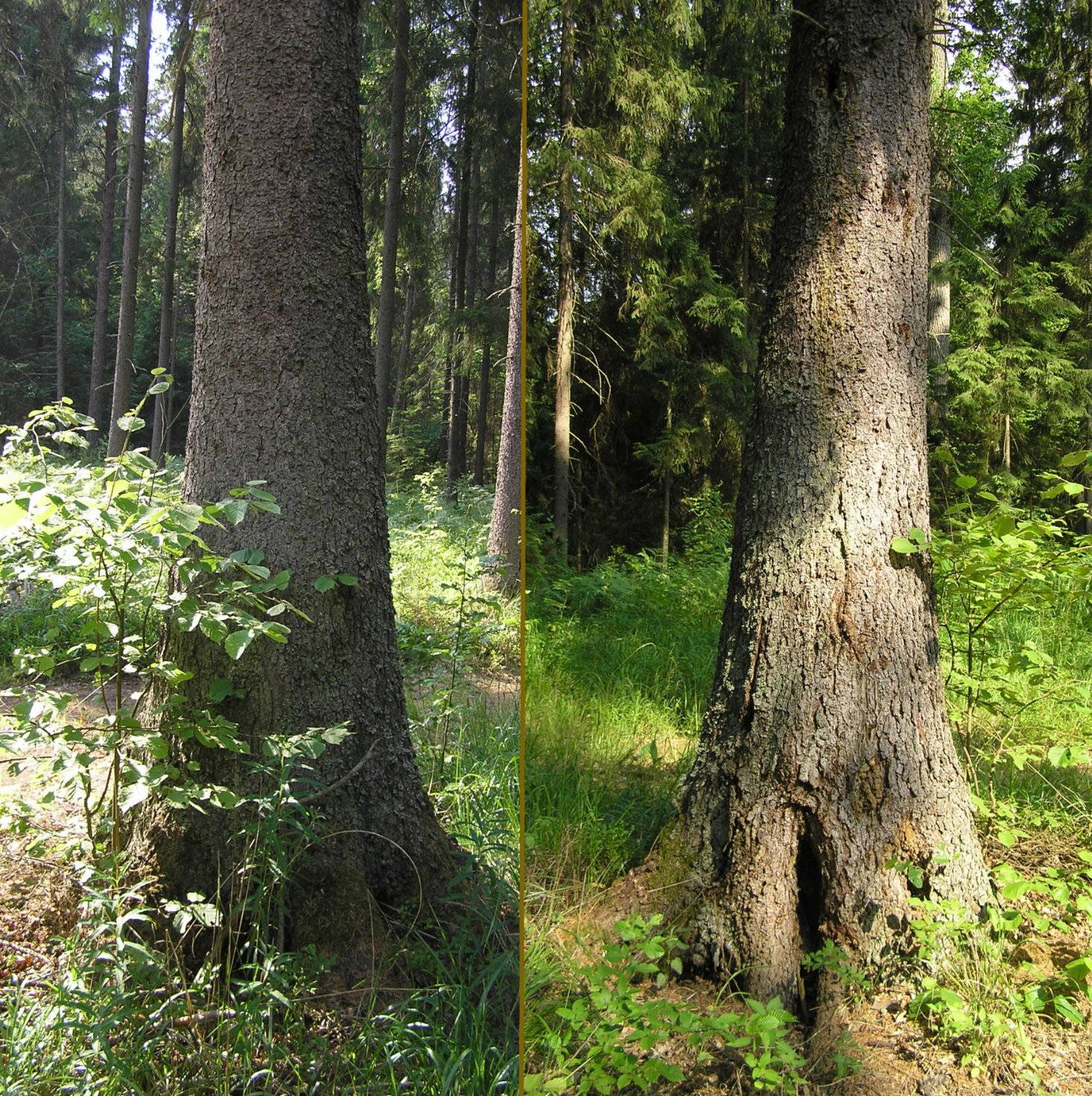
Zgrubienie odziomkowe na pniu świerka pospolitego.